# Jean-Edmond Laroche-Joubert
Jean-Edmond Laroche-Joubert (La Couronne, 12 gennaio 1820 – Angoulême, 23 luglio 1884) è stato un politico e imprenditore francese.

## Biografia

### I primi anni
Jean-Edmond Laroche-Joubert nacque il 12 gennaio 1820 a La Couronne, Charente. Suoi genitori furono Jean Baptiste Laroche (1779–1864) e Marie Joubert (1786-?). I suoi genitori erano entrambi provenienti da famiglie borghesi industriali operanti nel settore della produzione e nella lavorazione della carta nella regione dell'Angoumois, ed in particolare suo padre si era affiliato per questo alla famiglia Barrots.
Il 13 ottobre 1842 sposò Marguerite Triaud (1823–1907).

### La carriera industriale
All'età di 20 anni Laroche-Joubert iniziò a lavorare per suo padre. Assieme al fratello Jean prese la conduzione dell'azienda di famiglia nel luglio del 1845, quando suo padre si ritirò dagli affari, e innovò l'industria della carta sfruttando la più moderna tecnologia a vapore. Il mulino di Nersac, che apparteneva alla sua azienda, era già stato meccanizzato nel 1836. Laroche-Joubert dimostrò di avere fiuto ed abilità negli affari, contribuì allo sviluppo della sua industria aprendo impianti ad Angoulême, e trasformò l'azienda nella "Laroche-Joubert, Lacroix et Cie" nel 1863 assieme ai suoi soci.
Laroche-Joubert meccanizzò poi gli impianti dei due centri manifatturieri impiantati a L'Escalier ed a Girac a La Couronne, installandovi macchinari di dimensioni colossali (12 metri) in grado di lavorare fogli da 1,5 metri. Il lavoro crebbe maggiormente dopo la crisi del 1848, e l'azienda vinse delle medaglie alle varie esposizioni di Parigi per la qualità e per l'originalità della carta prodotta, che poteva anche essere personalizzata con appositi timbri dagli acquirenti. Fu inoltre tra i primi a produrre anche quaderni e altri prodotti di cancelleria per la scuola. Jean Edmond Laroche-Joubert giunse ad avere a contratto quasi 1.500 tra operai ed impiegati.

#### Il contratto sociale

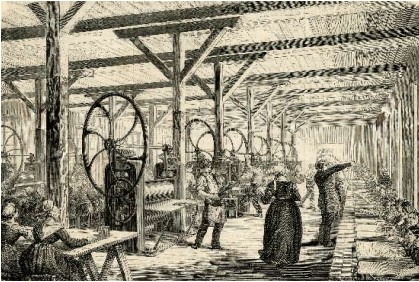
La manifattura Laroche Joubert nel 1862

Dal 1843 Edmond Laroche-Joubert istituì un sistema di profit-sharing ovvero, per migliorare le condizioni dei suoi lavoratori, diede loro la possibilità di divenire azionisti della sua azienda. Nel 1868 la compagnia prese pertanto il nome di "Papeterie coopérative d’Angoulême". A fine anno i lavoratori che desideravano partecipare all'azienda con parte del loro capitale, avevano la possibilità di godere di una parte corrispondente dei dividendi. Questa sorprendente iniziativa venne a Laroche-Joubert dall'idea personale che la pace sociale si reggesse sull'equità sociale e che vi fosse un'unione indissolubile tra capitale, lavoro e management.
Scrisse a tal proposito: "La morale ed il miglioramento materiale sono l'oggetto unico dei miei sforzi".
Daniel Touzaud scriveva a tal proposito nel 1884, 

### La carriera politica
Laroche-Joubert venne nominato giudice della corte commerciale di Angoulême, consigliere della città di Angoulême, direttore del banco dei pegni locale, amministratore dell'ufficio di carità e membro del consiglio generale del dipartimento del Charente. Venne eletto quale rappresentante del Charente nel Corps législatif del 7 novembre 1868. Rieletto il 23 maggio 1869, sedette nelle file dei parlamentari di centro-destra. Come repubblicano, il 14 luglio 1870 tentò di ritardare il più possibile la guerra contro la Prussia., ma successivamente votò a favore della dichiarazione di guerra.
Lasciò ogni incarico il 4 settembre 1870 quando la terza repubblica francese venne istituita.
Il 2 luglio 1871 Laroche-Joubert cercò di candidarsi all'assemblea nazionale, ma senza successo. Venne invece eletto il 5 marzo 1876 nelle file dei bonapartisti, sedendo nel gruppo politico dell' Appel au peuple, proponendo diverse leggi sulla tassazione, l'educazione e lo spirito di cooperazioni industriale tra padroni e operai sulla scorta della sua esperienza personale. Con un disegno legge apposito chiese che nei carceri si potesse praticare ginnastica, ma questa venne rifiutata dal momento che i parlamentari dissero che questo avrebbe potuto favorire le fughe.
Laroche-Joubert supportò il governo nella crisi del 16 maggio 1877, e venne rieletto il 14 ottobre 1877, sedendo ancora una volta coi bonapartisti.
Venne rieletto il 21 agosto 1881.
Edmond Laroche-Joubert morì il 23 luglio 1884 ad Angoulême, Charente. Venne rimpiazzato a settembre del 1884 da suo figlio, Edgar Laroche-Joubert. La sua compagnia continuò ad essere diretta da suo figlio e dai suoi nipoti dopo di lui.